# Tula (tỉnh)

Tula Oblast (tiếng Nga:Ту́льская о́бласть, Tulskaya oblast) là một chủ thể liên bang của Nga (một tỉnh). Trung tâm hành chính là thành phố Tula.

## Địa lý
Tula Oblast nằm ở Vùng liên bang Trung tâm của Nga và giáp với Moscow, Ryazan, Lipetsk, Oryol, và Kaluga Oblast.

### Sông
Tula Oblast có hơn 1.600 dòng sông và con suối. Các sông chính bao gồm:
- Sông Don
- Sông Oka
- Sông Upa

### Tài nguyên thiên nhiên
Oblast này có nhiều quặng sắt, đất sét, đá vôi, và mỏ than non (than đá). Mỏ than non (than bùn) là một phần của lưu vực than đá Moskva.

### Khí hậu
Tula Oblast có khí hậu lục địa vừa phải, với mùa hè ấm áp và mùa đông lạnh. Nhiệt độ trung bình tháng 1 là −10 °C (14 °F) ở phía bắc và −9 °C (16 °F) ở phía nam. Nhiệt độ trung bình tháng Bảy vào khoảng từ +19 °C (66 °F) đến +20 °C (68 °F). Lượng mưa hàng năm là 470 milimét (19 in) ở đông nam và 575 milimét (22,6 in) ở tây bắc.

## Thống kê nhân khẩu
Dân số: 1,553,925 (Điều tra dân số 2010); 1,675,758 (Điều tra dân số 2002); 1,867,013 (Điều tra dân số năm 1989).

Thành phần dân tộc (2010):
- Người Nga - 95.3%
- Người Ukraina - 1%
- Người Armenia - 0.6%
- Người Tatar - 0.5%
- Người Azerbaijan - 0.4%
- Người Romani - 0.3%
- Người Belarus - 0.2%
- Người Đức - 0.2%
- Dân tộc khác - 1.5%

## Liên kết
- Official website of Tula Oblast Lưu trữ ngày 12 tháng 1 năm 2013 tại Wayback Machine
- Official website of the Museum-Estate of Leo Tolstoy "Yasnaya Polyana" Lưu trữ ngày 3 tháng 1 năm 2007 tại Wayback Machine